# Liste der Althistoriker an der Universität Greifswald
In der Liste der Althistoriker an der Universität Greifswald werden alle Althistoriker aufgeführt, die als Hochschullehrer an der Ernst-Moritz-Arndt-Universität Greifswald tätig waren.
Themen der Alten Geschichte wurden in Greifswald wie anderswo zunächst von Altphilologen gelehrt sowie von Historikern, die auch andere Epochen behandelten. Ab 1857 gab es Professoren, die einen Schwerpunkt auf die Alte Geschichte setzten. Der erste Fachalthistoriker war Otto Seeck ab 1881. Als typische „Anfängeruniversität“ war Greifswald durch einen relativ häufigen Wechsel der Ordinarien gekennzeichnet. Der althistorische Lehrstuhl wurde nach 1945 nicht wieder besetzt und erst 1994 neu eingerichtet. Mit der Versetzung von Egon Flaig nach Rostock Ende März 2008 wurde der Lehrstuhl für Alte Geschichte in Greifswald wieder gestrichen, das Fach wird nur noch durch einen wissenschaftlichen Mitarbeiter vertreten, der für die Ausbildung von Lehrern nötig ist.
Angegeben ist in der ersten Spalte der Name der Person und ihre Lebensdaten, in der zweiten Spalte wird der Eintritt in die Universität angegeben, in der dritten Spalte das Ausscheiden. Spalte vier nennt die höchste an der Universität Greifswald erreichte Position. An anderen Universitäten kann der entsprechende Dozent eine weitergehende wissenschaftliche Karriere gemacht haben. Die nächste Spalte nennt Besonderheiten, den Werdegang oder andere Angaben in Bezug auf die Universität oder das Institut. In der letzten Spalte werden Bilder der Dozenten gezeigt, was derzeit aufgrund der Bildrechte jedoch schwer ist.
| Wissenschaftler                                    | von  | bis  | Funktionen                     | Bemerkungen | Bild                     |
| -------------------------------------------------- | ---- | ---- | ------------------------------ | --- | ------------------------ |
| Karl Ludwig Urlichs (1813–1889)                    | 1847 | 1855 | Ordinarius                     | Altphilologe, behandelte auch Alte Geschichte und Klassische Archäologie                                        |                          |
| Arnold Dietrich Schaefer (1819–1883)               | 1857 | 1865 | Ordinarius                     | Historiker, Schwerpunkt Alte Geschichte und preußische Geschichte                                               | Arnold Dietrich Schaefer |
| Theodor Hirsch (1806–1881)                         | 1865 | 1881 | Ordinarius                     | Historiker, Schwerpunkt Alte Geschichte und preußische Geschichte; zugleich Direktor der Universitätsbibliothek |                          |
| Ulrich von Wilamowitz-Moellendorff (1848–1931)     | 1876 | 1883 | Ordinarius                     | Altphilologe, behandelte auch historische Themen                                                                |                          |
| Otto Seeck (1850–1921)                             | 1881 | 1907 | Ordinarius                     | 188 außerordentlicher Professor, 1885 Ordinarius                                                                |                          |
| Walter Otto (1878–1941)                            | 1907 | 1914 | Ordinarius                     | 1907 außerordentlicher Professor; 1909 Ordinarius                                                               |                          |
| Carl Ferdinand Friedrich Lehmann-Haupt (1861–1938) | 1914 | 1915 | Lehrstuhlvertretung            | |                          |
| Matthias Gelzer (1886–1974)                        | 1915 | 1918 | Ordinarius                     | |                          |
| Ernst Hohl (1886–1957)                             | 1918 | 1919 | Lehrstuhlvertretung            | |                          |
| Walter Kolbe (1876–1943)                           | 1919 | 1927 | Ordinarius                     | |                          |
| Paul Schnabel (1887–1947)                          | 1927 | 1927 | Lehrstuhlvertretung            | |                          |
| Josef Keil (1878–1963)                             | 1927 | 1936 | Ordinarius                     | |                          |
| Hans Volkmann (1900–1975)                          | 1937 | 1945 | Ordinarius                     | |                          |
| Hans-Joachim Diesner (1922–1994)                   | 1953 | 1956 | Dozent                         | |                          |
| Hans Joachim Herrmann (* 1931)                     | 1954 | ?    | Hochschuldozent                | wissenschaftlicher Assistent, 1982 Hochschuldozent                                                              |                          |
| Gerhard Schrot (1920–1966)                         | 1963 | 1966 | Dozent                         | |                          |
| Wieland Held (1939–2003)                           | 1966 | 1971 | Oberassistent                  | wissenschaftlicher Assistent, später Oberassistent                                                              |                          |
| Karl-Joachim Hölkeskamp (* 1953)                   | 1994 | 1995 | Ordinarius                     | |                          |
| Johannes Engels (* 1959)                           | 1997 | 1997 | Lehrstuhlvertretung            | |                          |
| Egon Flaig (* 1949)                                | 1998 | 2008 | Ordinarius                     | 2008 an die Universität Rostock versetzt                                                                        |                          |
| Bernard van Wickevoort Crommelin (* 1951)          | 2008 | 2017 | Wissenschaftlicher Mitarbeiter | |                          |
| Susanne Froehlich (* 1980)                         | 2017 | 2024 | Akademische Rätin              | 2017 wissenschaftliche Mitarbeiterin, 2020 akademische Rätin                                                    |                          |